# Mekhi Becton
Mekhi Becton (* 18. April 1999 in Highland Springs, Virginia) ist ein US-amerikanischer American-Football-Spieler auf der Position des Guards für die Los Angeles Chargers in der National Football League (NFL). Er spielte College Football für Louisville und wurde in der ersten Runde im NFL Draft 2020 von den New York Jets ausgewählt, wo er als Offensive Tackle spielte. Mit den Philadelphia Eagles gewann Becton den Super Bowl LIX.

## Highschool
Becton besuchte die Highland Springs High School in Highland Springs, Virginia. Er galt als Drei-Sterne-Talent und wurde als Nr. 43 der Offensive Tackles und als Nr. 405 insgesamt im 247Sports Composite gelistet. Becton wurde von 31 Schulen für den College Football angeworben, hatte aber bis zum 1. Februar 2017, dem National Signing Day, die Auswahl auf fünf Schulen eingeschränkt: Louisville, Virginia, Virginia Tech, Michigan und Oregon. Obwohl er von Virginia stark umworben wurde, entschied er sich schließlich am Unterzeichnungstag für Louisville.

## College
In seiner Freshman-Saison bestritt Becton 2017 13 Spiele und startete in 11 für die Cardinals auf der Tackle-Position. In den ersten 4 Spielen der Saison war Becton der von Pro Football Focus am besten bewertete Freshman des Landes. In den ersten 7 Spielen war er der beste Passblocker in der ACC, wobei er in 312 Snaps nur 6 Pressures zuließ.
Becton wurde für die Saison 2018 zum Starting Tackle ernannt und startete jedes Spiel der Saison, so dass seine Gesamtzahl der gestarteten Spiele bis zum Ende der Saison auf 23 stieg.
Für die Saison 2019 wurde Becton erneut zum Starting Tackle ernannt. Nach Abschluss der regulären Saison wurde er in die erste Mannschaft All-ACC gewählt. Becton beschloss, auf seine Senior-Saison zu verzichten und Louisvilles Bowl-Spiel auszusetzen, und meldete sich für den NFL Draft an.

## NFL
Becton wurde im NFL Draft 2020 in der ersten Runde an elfter Stelle von den New York Jets gedraftet. In vier Jahren für die Jets kam er verletzungsbedingt nur auf 31 Spiele, davon 30 als Starter. Im April 2024 unterschrieb Becton einen Einjahresvertrag bei den Philadelphia Eagles. Mit den Eagles gewann er den Super Bowl LIX gegen die Kansas City Chiefs. Im März 2025 einigte Becton sich mit den Los Angeles Chargers auf einen Zweijahresvertrag im Wert von 20 Millionen US-Dollar.